# Sötkörsbär
Sötkörsbär eller fågelbär, Prunus avium, är en art i plommonsläktet inom familjen rosväxter. Arten förekommer naturligt i Europa, till västra Sibirien, Turkiet, Pamir och nordvästra Afrika. Det är träd som blir cirka 15–30 meter högt, och den art från vilken de flesta odlade kultivarer av körsbär tagits fram. Vissa sorter av sötkörsbär benämns bigarråer.

## Klassifikation

### Varieteter
Arten kan delas in i ett antal varieteter.
- Vanlig sötkörsbär (Prunus avium var. avium) – har små frukter, upp till 1 cm stora. Färgen på frukterna varierar från gult till rött eller svart. De har ofta en bitter smak.[källa behövs]
- Bigarrå (Prunus avium var. duracina) – har stora frukter med fast fruktkött. De mognar ofta sent på säsongen. Det finns många sorter som hör till denna varietet. Även så kallade halvbigarråer är klassificerade som denna varietet.
- Hjärtkörsbär (Prunus avium var. juliana) – har stora frukter med löst fruktkött. Sorter som 'Guigne d'Annonay', 'Elton', 'Frogmore Early', 'Knauff's Riesenkirsche', 'Merton Glory' och 'Valeska' räknas till hjärtkörsbäret.

### Sorter
- Fylldblommigt sötkörsbär (Prunus avium 'Plena') – är en sort med fyllda blommor.

### Hybrider
- Hybridkörsbär (Prunus × gondouinii) är en korsning mellan sötkörsbär och surkörsbär (Prunus cerasus).

### Synonymer
Det finns ett relativt stort antal ej längre giltiga synonymer för arten:
- Prunus avium var. avium:
  - Cerasus avium (Linné) Moench
  - Cerasus avium α sylvestris Ser. ex DC.
  - Cerasus dulcis P. Gaertn.
  - Druparia avium Clairv.
  - Prunus avium var. sylvestris Dierb.
  - Prunus cerasus ι avium L.
  - Prunus cerasus ζ actiana L.

- Prunus avium var. duracina (L.) Schübl. & G.Martens:
  - Cerasus avium subsp. duracina (L.) Janchen
  - Cerasus duracina DC. ex Lam. & DC.
  - Prunus duracina Sweet
  - Prunus cerasus λ duracina L.

- Prunus avium var. juliana (L.) Schübl. & G.Martens:
  - Cerasus avium subsp. juliana (L.) Janchen
  - Cerasus juliana DC. ex Lam. & DC.
  - Prunus iuliana Gaudin
  - Prunus cerasus ε juliana L.

## Produktion
| Nr                                                                    | Område                 | Produktion (ton) | Andel (%) |
| --------------------------------------------------------------------- | ---------------------- | ---------------- | --------- |
| 1                                                                     | Turkiet                | 639 564          | 25,10     |
| 2                                                                     | USA                    | 312 430          | 12,26     |
| 3                                                                     | Uzbekistan             | 172 035          | 6,75      |
| 4                                                                     | Chile                  | 155 935          | 6,12      |
| 5                                                                     | Iran                   | 137 268          | 5,39      |
| 6                                                                     | Italien                | 114 798          | 4,51      |
| 7                                                                     | Spanien                | 106 584          | 4,18      |
| 8                                                                     | Rumänien               | 90 837           | 3,57      |
| 9                                                                     | Grekland               | 90 290           | 3,54      |
| 10                                                                    | Ukraina                | 84 640           | 3,32      |
| 11                                                                    | Polen                  | 59 957           | 2,35      |
| 12                                                                    | Bulgarien              | 55 309           | 2,17      |
| 13                                                                    | Syrien                 | 54 200           | 2,13      |
| 14                                                                    | Ryssland               | 46 400           | 1,82      |
| 15                                                                    | Tyskland               | 44 223           | 1,74      |
|                                                                       | Total världsproduktion | 2 547 946        | 100,00    |
| Källa: FN:s livsmedels- och jordbruksorganisation:s data för år 2018. |                        |                  |           |